# Joanna Williams
Pour les articles homonymes, voir Williams.
Joanna Williams, née le 1er décembre 1981 à Isleworth, est une patineuse de vitesse sur piste courte britannique.

## Biographie
Elle participe aux épreuves de patinage de vitesse sur piste courte aux Jeux olympiques de 2002 et aux Jeux de 2006.
En 2002, elle se classe troisième aux Championnats d'Europe.
Elle a épousé le patineur de vitesse sur piste courte britannique Jon Eley.